# Kadétok és kollégisták
A Kadétok és kollégisták (College) 1990-ben bemutatott olasz televíziós vígjátéksorozat. Rendezte: Lorenzo Castellano, Federico Moccia. A sorozat 14 epizódot élt meg.

## Történet
A sorozat a tengerészkadétok és a kollégista lányok életét mutatja be, a Rendőrakadémiából jól ismert szereplőtípusokkal: a főkolompos srác, a fegyvermániás, a nőcsábász, a dagi balfácán, a talpnyaló, a szigorú kiképzőtiszt, és a hóbortos parancsnok.

## Szereplők
- Federica Moro – Arianna
- Keith Van Hoven – Marco Poggi
- Fabrizio Bracconeri – Carletto Staccioli
- Fabio Ferrari – Baldani kapitány
- George Hilton – Madison ezredes
- Lara Wendel – Beatrice Barbieri
- Nico D'Avena – Pietro Rocco
- Katalyn Hoffner – Samantha
- Gérard Bonn – Diego Sanchez
- Jessy Calzà – Vally Chiaro
- Roberto Della Casa – Salice kapitány
- Stefano Masciarelli – Marcello
- Anna Teresa Rossini – Ms. Ricci
- Antonio Zequila – Giulio Gatta
- Raffaella Monti – Cinzia Bernardini
- Daniele Giarratana – Paul Dupont
- Ann Margaret Hughes – Muller
- Stefano Masciarelli – Marcello
- Deborah Cocco – Elena
- Aldina Martano – Silvia
- Renee Rancourt – Manuela

## Epizódok
1. A koleszosok[1] Quelli del college
2. Szívesen látott vendégek[2] Ospiti desiderate
3. Carletto szerelmes[3] Carletto innamorato
4. A kollégium szépe[4] Miss College
5. A piperkőc[5] Il bellimbusto
6. Az előadás[6]La recita
7. Egy különleges kadét[7] Un cadetto speciale
8. A bár[8] Il bar
9. A kis haláruslány[9] La piccola pescivendola
10. Magányos szívek[10] Cuori solitari
11. Az álszázados[11] Il finto capitano
12. A rendhagyó kollégista[12] Una collegiale particolare
13. Az ezredes autója[13] La macchina del capitano
14. Isten veled, nőtlenség[14] Addio al celibato